# Lîpnîkî, Kameanka-Buzka
Lîpnîkî (în ucraineană Липники) este un sat în comuna Bateatîci din raionul Kameanka-Buzka, regiunea Liov, Ucraina.

## Demografie
Componența lingvistică a localității Lîpnîkî
     Ucraineană (100%)
Conform recensământului din 2001, toată populația localității Lîpnîkî era vorbitoare de ucraineană (100%).